# Srboljub Stanković (boksač)
Srboljub Stanković (Vranje, 14. prosinca 1954.), hrvatski boksač rodom iz Srbije

## Životopis
Rođen je u Vranju 1954. godine. Sa 17 godina odselio se u Pulu. Boksom se bavi od 1972. godine. Trenirao ga je u BK Puli legendarni Aldo Buršić. Buršić je prepoznao Stankovićev kapacitet te ga je kao 18-godišnjaka odveo na prvenstvo Jugoslavije u Banju Luku. Mimo očekivanja ostalih, Stanković je pobijedio, uključujući i poznatog Slobodana Kačara kojemu su suci brojali u finalnoj borbi. Stankovićeva generacija s kojom je trenirao bili su Rade Vujović, Nazim Softić, Dorijan Čalić, Josip Čikada, Stevo Kovijanić, Oto Gerlić i dr. 1973. godine otišao je u Banju Luku na odsluženje redovnog vojnog roka. 1974. godine opet boksa i osvojio je naslov prvaka Hrvatske u Zagrebu, zatim i prvenstvo Jugoslavije u velteru, pobijedivši u finalu Slobodana Kačara. 1978. godine prvak je Jugoslavije, pobijedivši u Beogradu u finalu Danila Jovanovića. 1980. godine osvojio je svoj treći naslov prvaka Jugoslavije, pobijedivši u Borovu u finalu Miodraga Perunovića. 1981. godine u Bursi u Turskoj osvojio je prvenstvo Balkana. 1982. godine boksao je u Münchenu na svjetskom prvenstvu, gdje ga je Kubanac Armando Martinez tijesno pobijedio odlukom sudaca 3:2. Godine 1983. osvojio je drugi naslov prvaka Balkana na prvenstvu u Puli. Član momčadi BK Pule koja sezone 1982/83. osvojila prvenstvo Jugoslavije bez poraza. Stanković je boksao te sezone u polusrednjoj kategoriji.  Četvrti naslov prvaka Jugoslavije osvojio je 1985. u Prištini, pobijedivši u finalu Hazirija Ajdinija. Prvak Jugoslavije bio je u velteru i polusrednjoj kategoriji. Osvojio je i devet naslova prvaka Hrvatske, najviše od svih boksača u povijesti BK Pule. Dobio je ponude iz Nizozemske da se okuša u profesionalnom boksu ali je odustao nakon mjesec dana. 1988. godine odlučio se ostaviti boksa. Puljski ljubitelji boksa zapamtili su Stankovića kao jednog od najboljih boksača iz BK Pula svih vremena. Mnoge su Stankovićeve zasluge za razvoj boksačkog športa u Gradu Puli.